# Ołtarz Bladelin

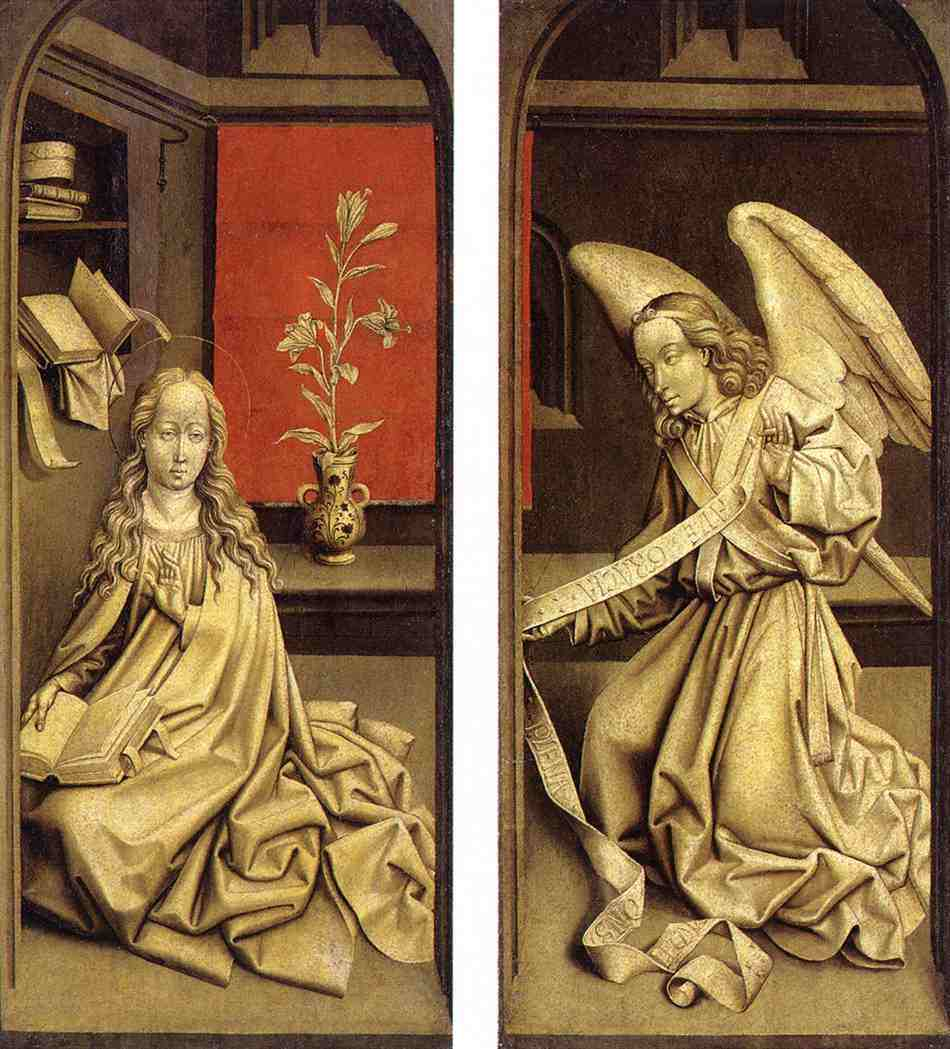
Rewersy tryptyku ze sceną Zwiastowania

Tryptyk Bladelina (Tryptyk Narodzin, Ołtarz Bladelina, Ołtarz Middelburski, Ołtarz z Middelburg) – dzieło Rogiera van der Weydena, przykład niderlandzkiego malarstwa tablicowego doby późnego gotyku. Na obrazach został przedstawiony cykl scen mający związek z Narodzinami Chrystusa.

## Charakterystyka
Peter Bladelin był bogatym mieszczaninem z Brugii (zm. 1472), pełnił funkcję skarbnika dworu Księstwa Burgundii. Ponadto zasiadał w radzie miasta Middelburg, ok. 1444, wraz ze swoją małżonką ufundował ołtarz dla tamtejszego kościoła. Później znajdował się w Nieuwenhuis w Brukseli, a następnie zakupiony do zbiorów Staatliche Museen Preußische Kulturbesitz w Berlinie. Dzieło prezentowane jest w Gemäldegalerie przy berlińskim Kulturforum.
Ołtarz zamknięty prezentuje malowaną techniką grisaille scenę Zwiastowania. Po otwarciu skrzydeł wątek rozwija się; na lewym skrzydle został zilustrowany wątek Adwentu – nadejścia Syna Ziemi, obraz środkowy przedstawia scenę Bożego Narodzenia, prawy Trzech Króli.

## Opis obrazu
Scenę Bożego Narodzenia tworzy prymitywna stajenka, w której Maria modli się do Dzieciątka. Asystują jej Józef, zastępy aniołów, oraz Peter Bladelin.
Na lewym skrzydle została zilustrowana scena Adwentu – Objawienia, które symbolizuje postać tronującej Marii z Dzieciątkiem. Jednakże ukazano ich boski wymiar, znajdują się w strefie niebiańskiej. Chrystus objawia się cesarzowi Oktawianowi Augustowi i jego możnych. Cesarz ukazany jest w pozie klęczącej, jako starzec, ubrany jest w pełnym splendoru stroju, jego tożsamość potwierdza dekoracja okien domu, którą tworzą witraże z motywem herbu cesarskiego – czarnego dwugłowego orła cesarskiego na złotym tle. Zestawienie tego wątku ze sceną Pokłonu Trzech Króli interpretuje się jako znak Objawienia Syna Ziemi, ziemi jako całość. Zachód reprezentuje cesarz August, Wschód – Trzej Królowie, których artysta bynajmniej nie ukazał przy betlejemskiej stajence, oddających pokłon i składających skarby Zbawicielowi, lecz w momencie Objawienia Pańskiego, które symbolizuje znak gwiazdy z której jest Dzieciątko Jezus patrzące się w stronę adorujących Go monarchów.
Ten wyszukany program treści został trafnie wpisany w środowisko przestrzenne, które budują pełne malowniczości krajobraz i architektura. Na skrzydłach bocznych dominuje pejzaż pagórkowy, w środkowym ukazano panoramę średniowiecznego miasta zamkniętego obwarowaniami. Widok miasta tworzy ukazana w perspektywie ulica z licznymi kamienicami. Najeżone wieżami miasto i zamek tworzą głębię prawego skrzydła. Również stajenka w oczach artysty jest romańską budowlą, z antycznym filarem akcentującym pierwszy plan całej sceny.
W scenie Zwiastowania ograniczono gamę kolorystyczną do tonacji brunatnych beżowych, oraz intensywnego cynobru tworzącego akcent kolorystyczny zamkniętego ołtarza. Postaci Marii i Gabriela, oraz przedmioty budujące treść sceny – ozdobny wazon z bukietem lilii, księgi i inne przedmioty znajdujące się na półce cechuje jasna tonacja barw, rzeźbiarskie opracowanie formy, oraz podobieństwo szczegółów do dzieł późnogotyckiej grafiki. Ołtarz Bladelina został namalowany pomiędzy 1445 a 1450 rokiem.

Ołtarz Bladelin ok. 1445–1450 – Gemäldegalerie, Berlin 